# Gaspare Spontini
Gaspare Luigi Pacifico Spontini, född den 14 november 1774 i Maiolati, död där den 24 januari 1851, var en italiensk operatonsättare.

## Biografi
Spontini studerade på konservatoriet i Neapel och fick sin första opera Li puntigli delle donne uppförd för karnevalen i Rom 1796. Därefter kom han att studera för Domenico Cimarosa och satte upp ett antal operor utan några större framgångar. 
Omkring 1800 var han i Palermo och reste 1802 till Paris, uppförandet av hans första opera i Frankrike La petite maison (1804) blev skandalartad, då den antiitalienska pressen iscensatte ett tumult och allting fick avbrytas, men han fick ändå titeln hovkompositör av kejsarinnan Joséphine.
I Paris lät han sig påverkas av Glucks verk vilket förändrade den musikaliska stilen, och den passade den parisiska publiken även i visuellt avseende.
Efter uppförandet av operan träffade han Étienne de Jouy som ville att Spontini skulle skriva musiken till hans libretto La vestale som han hade svårt för att avyttra. Premiären uppsköts flera gånger av Napoleon I personligen, men operan uppfördes äntligen 1807 tack vare Joséphines ingripande, och den gav Spontini namn som en av de ledande operakompositörerna.
Nästa samarbete av Spontini och Jouy blev Fernand Cortez (1809); denna kom till på en uppmaning av Napoleon, och det har förmodats att han hade politiska motiv.
Operan blev en stor succé efter en omarbetning. Efter Napoleons fall försökte Spontini vinna huset Bourbons gunst och fick statspension. Hans sista opera för Paris, Olimpie (1819), vann inte bifall hos publiken, men 1820 fick han ändå tjänsten som generalmusikdirektör i Berlin.
Operan Olimpie skulle uppföras i Berlin och översattes till tyska av ETA Hoffmann. Den fick ett gott mottagande av publiken, men den lades snart ner, kanske på grund av att Webers opera Friskytten hade tagit berlinarna med storm. Spontini skrev bara några få operor för Berlin, Nurmahal(1822), förtrollningsoperan Alcidor (1825) och den monumentala Agnes von Hohenstaufen (1829) som kräver en lång rollista, fantastiska kläder och storslagen scenografi. Efter många fejder med ledningen på Berlinoperan avskedades Spontini 1842 och han återvände till Paris där han fortsatte med sitt intrigerande men skapade inga nya verk. De sista åren av sitt liv tillbringade han i sin födelseort Maiolati. År 1844 utnämndes han av påven till greve av San Andrea. Födelse- och dödsorten fick senare namnet Maiolati Spontini efter honom.
Trots att karaktärerna i Spontinis operor inte är särskilt nyanserade, har hans operor under långa tider varit populära. Musiken är alltid kraftfull, vital och romantisk. En av alla efterföljare till Gluck och Spontini är Meyerbeer med sina kostsamma scenografiska effekter och storslagna verk. Spontini själv var perfektionist och krävde alltid precision.

## Spontinis operor
- Li puntigli delle donne (Rom, 1796)
- Adelina Senese o sia l'Amore secreto (1797)
- Il finto pittore (Rom, 1797)
- L’eroismo ridicolo (Neapel, 1798)
- Il Teseo riconosciuto (1798)
- La finta filosofa (1799)
- La fuga in maschera (1800)
- I quadri parlanti (Palermo, 1800)
- Gli Elisi delusi (Palermo, 1800)
- Gli amanti in cimento (3 november 1801 Rom, Teatro Valle)
- Le metamorfosi di Pasquale (1802, Venedig)
- La petite maison (1804)
- Milton (27 november 1804 Paris)
- Julie, ou le Pot de fleurs (12 juli 1805, Paris)
- La vestale (15 december 1807, Paris)
- Fernand Cortez (28 november 1809, Paris)
- Pélage, ou le Roi et la paix (23 augusti 1814, Paris)
- Olimpie (22 december 1819, Paris)
- Nurmahal, oder das Rosenfest von Caschmir (27 maj 1822, Berlin, Opera)
- Alcidor (1825)
- Agnes von Hohenstaufen  (12 juni 1829 Kungliga Operan i Berlin)